# Milagro (film)
Milagro (The Milagro Beanfield War) è un film del 1988 diretto da Robert Redford, alla sua seconda prova nella regia.

## Trama
Milagro, un piccolo paese del New Mexico, abitato da chicanos (cioè Messicani emigrati), ora rischia di essere trasformato, perché Ladd Devine, un ricco americano, vuole creare in quella zona un grande complesso sportivo e residenziale, e per questo ha già cominciato ad espropriare i piccoli appezzamenti di terreno che i contadini chicanos possiedono. Uno di essi, Joe Mondragon, decide di resistere alla lusinga dei dollari (tanto attraenti per lui, che è povero e ha tre bambini), e di lottare invece contro la prepotenza dei dipendenti di Devine, che è sostenuto anche da alcuni politici: perciò riprende ad irrigare il suo piccolo campo di fagioli.
Da qui si scatena una vera guerra: mentre Devine fa venire in paese Kyril Montana, un agente della polizia di stato, più duro e autorevole dello sceriffo locale Bernabe Montoya, alcuni abitanti del paese si schierano con Joe, spinti da Ruby Archuleta, la garagista, una donna piena di coraggio, che poi convince anche Charlie Bloom, un avvocato americano, direttore del giornaletto del paese, a difendere il ribelle. Il vecchio Amarante Cordova, il più anziano del paese, che vive in una casupola ai confini del famoso campo di fagioli (che intanto crescono rigogliosi), è coinvolto in questa lotta; egli, come unica compagnia, ha una scrofa, che lo segue come un cane, e alla quale è molto affezionato, ma nella sua solitudine è confortato da colloqui immaginari, che egli crede di avere col fantasma di un contadino più vecchio di lui, morto da tempo.
Mentre i chicanos, finalmente tutti uniti in difesa dell'amico perseguitato e della libertà, si armano per resistere alla forza dei loro nemici, Joe ferisce involontariamente in una sparatoria Amarante, che sembra in gravi condizioni. Ecco, dunque, per Kyril Montana il motivo valido per poter arrestare il ribelle, che si nasconde nei boschi. A questo punto i politici, spaventati dalla compattezza del movimento popolare in favore di Joe, ordinano a Montana di lasciarlo libero, e consigliano a Devine di rinunciare al suo grandioso progetto. Amarante, nonostante la tarda età, riesce a guarire e così tutti i chicanos felici si riuniranno per raccogliere i fagioli nel famoso campo e fare festa con canti e danze.

## Distribuzione
È stato presentato fuori concorso al 41º Festival di Cannes.